# Шлезен
Шлезен (нім. Schlesen) — громада в Німеччині, розташована в землі Шлезвіг-Гольштейн. Входить до складу району Плен. Складова частина об'єднання громад Зелент/Шлезен.
Площа — 7,99 км2. Населення становить 554 ос. (станом на 31 грудня 2020).

## Галерея

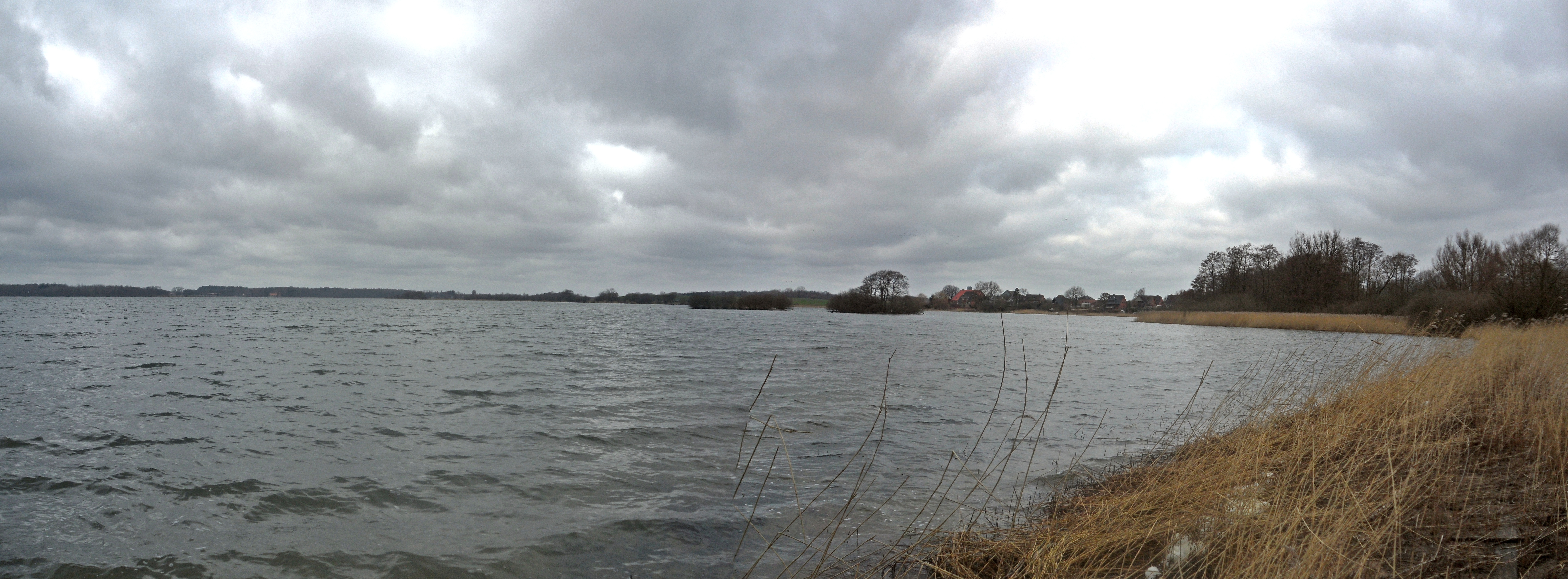